# Michael Che
Michael Che (nacido Michael Che Campbell; Lower East Side, Manhattan, Nueva York; 19 de mayo de 1983) es un comediante, actor y guionista estadounidense conocido por su trabajo en Saturday Night Live, donde se desempeña como copresentador del segmento Weekend Update y coguionista principal. Che y Colin Jost fueron nombrados coanfitriones de los Premios Primetime Emmy de 2018.
Fue brevemente corresponsal de The Daily Show, y anteriormente trabajó como guionista para Saturday Night Live. A finales de septiembre de 2014, se convirtió en copresentador de Weekend Update para la temporada 40 de Saturday Night Live, junto a Colin Jost y reemplazando a Cecily Strong.

## Primeros años
Michael Che Campbell nació en Manhattan, Nueva York, estado de Nueva York, el menor de siete hijos de Nathaniel y Rose Campbell. Su padre, un aficionado a la historia, le dio su segundo nombre Che por el Che Guevara.
Fue criado en el Lower East Side de Manhattan. Se graduó en la Escuela Superior de Música y Arte y Artes Escénicas Fiorello H. LaGuardia.

## Carrera
Che comenzó a hacer comedia en vivo en 2009. Regularmente trabajaba varios sets por noche. En 2012, Che apareció en el programa Late Show with David Letterman. En 2013, Variety llamó al Che uno de «10 comediantes a seguir», mientras que Rolling Stone lo nombró uno de «Las 50 personas más divertidas».
Che se unió a Saturday Night Live (SNL) como guionista en 2013, primero como guionista invitado y poco después como guionista habitual. El 28 de abril de 2014, se anunció que Che se uniría a The Daily Show en junio como corresponsal. Che hizo su debut en pantalla como corresponsal del Daily Show el 4 de junio de 2014. A pesar de que apareció en solo nueve segmentos durante su breve tiempo en el programa, TV Guide lo alabó por su trabajo, en particular «Live From Somewhere» («En vivo desde algún lugar»), en el que, en respuesta a las protestas en Ferguson de 2014, cambió continuamente la ubicación desde la que informaba su segmento (con cada cambio de ubicación acompañado de un cambio de fondo a través de la pantalla verde), a fin de encontrar un lugar donde un hombre negro no sería acosado por agentes de policía, terminando en el espacio exterior. Estos fueron considerados por TV Guide como sus segmentos distintivos en el programa.
El 11 de septiembre de 2014, fue nombrado para reemplazar a Cecily Strong como presentadora de Weekend Update para la temporada 40 de SNL junto a Colin Jost. Che es el primer copresentador afroamericano en la historia de Weekend Update. Durante sus dos primeras temporadas, Che principalmente presentó Weekend Update, aunque rara vez aparecía en ningún sketch. Durante su tercera temporada, Che fue ascendido al elenco principal y Jay Pharoah abandonó el programa. Esto dejó a Che y Kenan Thompson como los únicos miembros masculinos afroamericanos hasta la cuarta temporada de Che, cuando SNL contrató a Chris Redd, lo que elevó el número de miembros masculinos afroamericanos a tres.
En 2014, Che apareció en la película Top Five, apareciendo como uno de los amigos del personaje de Chris Rock.
En diciembre de 2017, Che fue nombrado coguionista principal de Saturday Night Live.
El 17 de septiembre de 2018, Che fue uno de los anfitriones de los Premios Emmy con Colin Jost.
Che, junto con Colin Jost, apareció en el episodio del 4 de marzo de 2019 de Monday Night Raw de WWE, donde ambos fueron anunciados como corresponsales especiales para WrestleMania 35 el 7 de abril. Ese mismo episodio, se involucraron en una trama con el luchador Braun Strowman, que finalmente resultó en que tanto Che como Jost se convirtieran en participantes en el André the Giant Memorial Battle Royal  en WrestleMania. En el evento, Jost y Che estuvieron bajo el ring durante la mayor parte del combate, y luego trataron de eliminar a Strowman mientras intentaba hacer lo mismo con The Hardy Boyz. Che intentó eliminarse a sí mismo, pero Strowman detuvo al comediante y lo eliminó a él.

## Filmografía

### Cine
| Año  | Título             | Papel      | Notas |
| ---- | ------------------ | ---------- | ----- |
| 2013 | Casse-tête chinois | Transeúnte |       |
| 2014 | Lyle               | Threes     |       |
| 2014 | Top Five           | Paul       |       |

### Televisión
| Año           | Título                                      | Papel                | Notas                                    |
| ------------- | ------------------------------------------- | -------------------- | ---------------------------------------- |
| 2012          | John Oliver's New York Stand-Up Show        | Él mismo             | Episodio: «3.5»                          |
| 2013-presente | Saturday Night Live                         | Él mismo, varios     | También guionista principal              |
| 2014          | The Half Hour                               | Él mismo             | Especial de comedia en vivo              |
| 2014          | The Daily Show                              | Él mismo             | 9 episodios                              |
| 2016          | Michael Che Matters                         | Él mismo             | Especial de comedia en vivo              |
| 2017          | Saturday Night Live Weekend Update Thursday | Él mismo             | 3 episodios; también guionista principal |
| 2018          | Premios Primetime Emmy de 2018              | Él mismo (anfitrión) |                                          |

## Premios y honores
| Año  | Premio                                                                      | Obra nominada                               | Resultado |
| ---- | --------------------------------------------------------------------------- | ------------------------------------------- | --------- |
| 2015 | Writers Guild of America Award for Comedy/Variety (Including Talk) – Series | Saturday Night Live                         | Nominado  |
| 2016 | Writers Guild of America Award for Comedy/Variety – Sketch Series           | Saturday Night Live                         | Nominado  |
| 2016 | Primetime Emmy Award for Outstanding Writing for a Variety Series           | Saturday Night Live                         | Nominado  |
| 2017 | Writers Guild of America Award for Comedy/Variety – Sketch Series           | Saturday Night Live                         | Ganador   |
| 2017 | Primetime Emmy Award for Outstanding Writing for a Variety Series           | Saturday Night Live                         | Nominado  |
| 2018 | Writers Guild of America Award for Comedy/Variety – Sketch Series           | Saturday Night Live                         | Ganador   |
| 2018 | Writers Guild of America Award for Comedy/Variety – Sketch Series           | Saturday Night Live Weekend Update Thursday | Nominado  |
| 2018 | Primetime Emmy Award for Outstanding Writing for a Variety Series           | Saturday Night Live                         | Nominado  |